# Carolina Oliveira
Carolina Machado de Oliveira Ciancio (São José dos Campos, 29 de novembro de 1994) é uma atriz brasileira. Concorreu ao Prêmio Emmy Internacional de melhor atriz pela sua atuação na série Hoje É Dia de Maria em 2005, aos 11 anos, na sua estreia como atriz, sendo a primeira brasileira, a ser indicada na categoria.

## Carreira
Sua estreia na televisão foi na minissérie Hoje É Dia de Maria, na Rede Globo dirigida por Luiz Fernando Carvalho, tendo uma continuação da série chamada Hoje É Dia de Maria 2. Em 2005, foi escalada para interpretar Sabina em Belíssima, a pedido do autor Silvio de Abreu, porém a Rede Globo vetou a escolha pelo fato da personagem ser filha dos personagens de Cláudia Abreu e Henri Castelli, que são loiros e caucasianos, enquanto Carolina possui traços indígenas. O papel de Sabina ficou para Marina Ruy Barbosa. A emissora escalou Carolina para a novela seguinte, Páginas da Vida, onde deu vida a vilã preconceituosa Gabriela, personagem que gerou muita polêmica na época por desprezar e humilhar sua madrasta Selma (Elisa Lucinda) por ser negra. Em 2007 participou da Dança das Crianças 1, e ficou em terceiro lugar. Estreou no teatro em 2008 no musical infantil Pedro no Mundo da Imaginação de Fred Mayrink. Em 2009, esteve na novela Caminho das Índias, onde interpretou Chanti Ananda, uma adolescente indiana que vai contra as tradições ao querer estudar fora do país e não se casar. Em 2010 protagonizou o filme Amazônia Caruana, filme dirigido por Tizuka Yamasaki. Em Ti Ti Ti, viveu a sonhadora e inocente Gabi. Em 2015 interpretou a piriguete Natasha em I Love Paraisópolis. Em 2017, fez uma participação na primeira fase de Apocalipse, da RecordTV, como a doce Susana Aisen, personagem de Mônica Torres na segunda fase. Em 2019, participou de Jezabel como Atália, a rainha de Judá, e paralelamente, participa da série Juacas do Disney Channel Brasil como Nanda.
Em 2021, interpreta Kira em Genesis.

## Filmografia

### Televisão
| Ano  | Título                               | Personagem                     | Notas                              |
| ---- | ------------------------------------ | ------------------------------ | ---------------------------------- |
| 2005 | Hoje É Dia de Maria                  | Maria Pacce Balven             |                                    |
| 2005 | Hoje É Dia de Maria: Segunda Jornada | Maria Pacce Balven             |                                    |
| 2006 | Páginas da Vida                      | Gabriella "Gab" Torres Santini |                                    |
| 2007 | Dança das Crianças                   | Participante                   | Temporada 1                        |
| 2009 | Caminho das Índias                   | Chanti Ananda                  |                                    |
| 2010 | Ti Ti Ti                             | Gabriela Moura (Gabi)          |                                    |
| 2012 | As Brasileiras                       | Cíntia                         | Episódio: "A Doméstica de Vitória" |
| 2015 | I Love Paraisópolis                  | Natasha                        |                                    |
| 2016 | Super Chef Celebridades              | Participante                   | Temporada 5                        |
| 2017 | Apocalipse                           | Susana Gudman (jovem)          | Episódios: "21–30 de novembro"     |
| 2019 | Jezabel                              | Atália, Rainha de Judá         | Episódio: "23 de abril"            |
| 2019 | Vítimas Digitais                     | Maria Clara                    | Episódio: "Maria Clara"            |
| 2019 | Juacas                               | Nanda                          |                                    |
| 2021 | Gênesis                              | Kira                           |                                    |

### Cinema
| Ano  | Título                                   | Personagem        | Notas          |
| ---- | ---------------------------------------- | ----------------- | -------------- |
| 2009 | Flordelis - Basta uma Palavra para Mudar | Tatiane           |                |
| 2016 | Cartas de Amor São Ridículas             | Açucena           |                |
| 2017 | Deus e o Cachorro                        | Alice             | Curta-metragem |
| 2017 | Encantados                               | Zenaida           |                |
| 2019 | Amor Assombrado                          | Ana Clara (jovem) |                |

### Teatro
| Ano  | Título                       | Personagem |
| ---- | ---------------------------- | ---------- |
| 2015 | Dias de Luta, Dias de Glória | Thais      |

## Prêmios e indicações
| Ano  | Prêmio                    | Categoria              | Trabalho            | Resultado | Ref    |
| ---- | ------------------------- | ---------------------- | ------------------- | --------- | ------ |
| 2005 | Prêmio Emmy Internacional | Melhor Atriz           | Hoje É Dia de Maria | Indicada  |        |
| 2005 | Melhores do Ano           | Melhor Atriz Revelação | Hoje É Dia de Maria | Indicada  |        |
| 2005 | Prêmio Qualidade Brasil   | Melhor Atriz Revelação | Hoje É Dia de Maria | Venceu    |        |
| 2005 | Prêmio Qualidade Brasil   | Melhor Atriz           | Hoje É Dia de Maria | Indicada  |        |
| 2005 | Prêmio Criança do Brasil  | Homenagem              | Hoje É Dia de Maria | Venceu    | [ 14 ] |
| 2006 | Prêmio Contigo! de Tv     | Melhor Atriz Infantil  | Hoje É Dia de Maria | Venceu    |        |
| 2006 | Prêmio Contigo! de Tv     | Melhor Atriz Revelação | Hoje É Dia de Maria | Indicada  |        |